# 貴船城
平安時代の終わりごろ、鎮西八郎為朝（チンゼイハチロウタメトモ）が九州へと島流しされ、別府へとたどり着き、この付近に砦を建設したと伝承されている。現在ある貴船城はその砦を昭和32年（1957年）に個人の力で復元したものであるが、何の跡形もないため復元ではない。貴船城の名称は、この地区が木船地区であったことから貴船城となったとされる。現在は金運スポットと絶景を売りにしている。内部は丸太づくりとなっており、その様子を直接見ることができる。

## 内部
金白龍王と称される蛇を見ることが出来たり、浮世絵や屏風絵などの江戸時代中心のものを中心に展示がされており、3階部分は展望台として別府市内を見下ろすことができる。

## 交通
- 無料の駐車場がある

- 鉄輪バス停から徒歩17分